# 食物連鎖

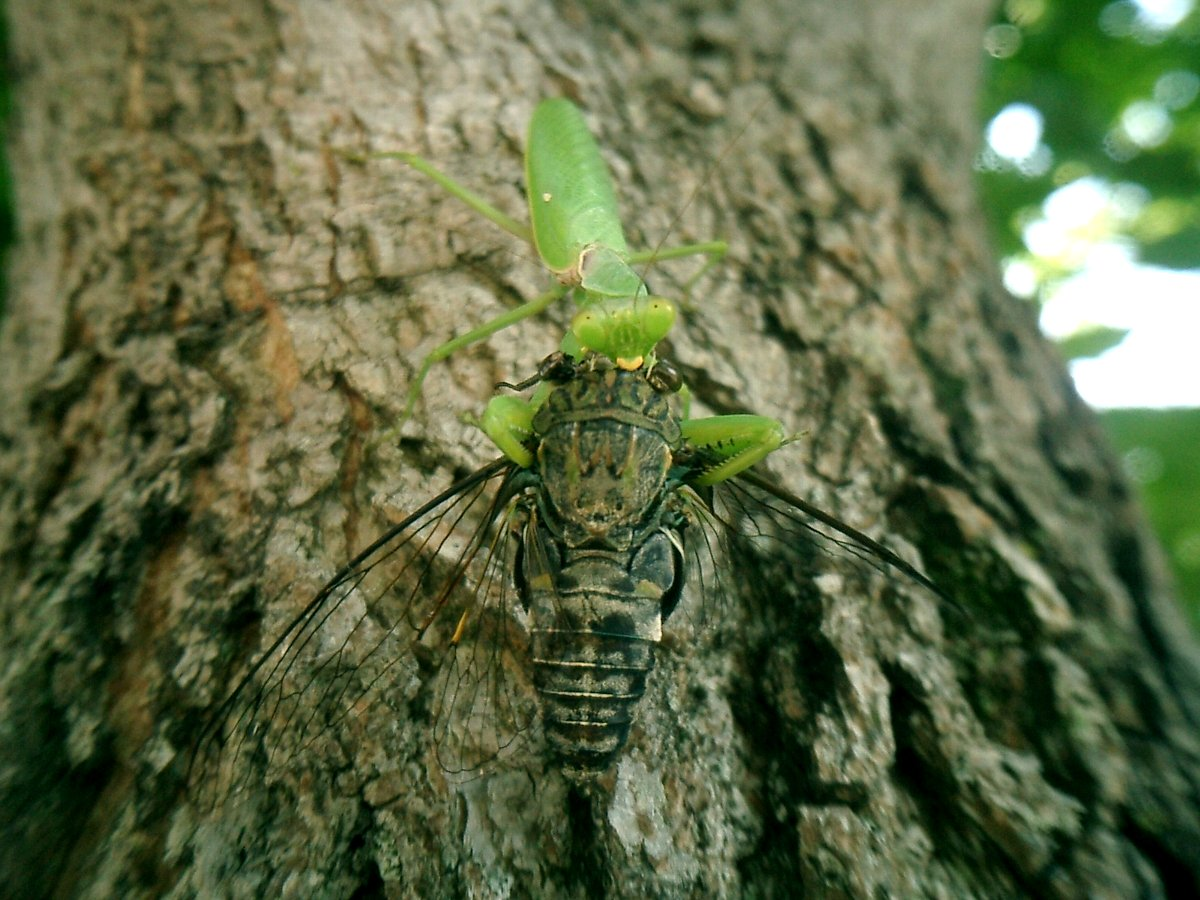
食物連鎖の一例（ミンミンゼミ→ハラビロカマキリ）

食物連鎖（しょくもつれんさ、英: food chain）とは、生物群集内での生物の捕食（食べる）・被食（食べられる）という点に着目し、それぞれの生物群集における生物種間の関係を表すことである。

## 食物連鎖 (Food chain)

陸上と海中での連鎖

生物は同種、他種を問わず、様々な形で自分以外の生物個体を利用して生きている。その中で最も典型的に見られる利用法が他者の捕食である。
陸上の生物には、草の葉(ススキ)をバッタが食べる→バッタをカマキリが食べる→カマキリを小鳥が食べる→小鳥をタカが食べる、といった生物間のつながりがある。
海中でも同じように、たとえば、植物プランクトン→動物プランクトン→イワシ→イカ→アシカ→シャチ…… などのつながりがある。
このように、食べる・食べられるの関係をたどっていくと、ある一定の場所の生物間に、1つの鎖状の関係を見いだすことができる。これを一繋がりの鎖として取り出したとき、食物連鎖と呼ぶ。このような関係を結ぶためには、関係する生物が同じ場所に所属しているはずで、つまり、食物連鎖は生物群集の中の構造の一つだと言える。
通常、食う・食われるの関係で結ばれる食物連鎖では、植物と草食動物の関係をのぞけば、食う側の方が食われる側よりも大きい。空想的には、連鎖はかなりの数をつなぐことができるが。
また、この連鎖において、一般に、下位のものほど生物量が多い傾向があり、連鎖の順に個体数を棒グラフ表示すれば、上にゆくほど小さくなり、ピラミッド型になる。これを生態ピラミッド(Ecological pyramid)という。
また、現実には複数種の餌を食う動物は珍しくなく、また、複数種に食われることも当然あり得るので、それらを考慮に入れて図を描けば、食う食われるの関係の入り乱れた複雑な網目が描ける。これを食物網(Food web)という。こうした食物網を調べてみると、上述の古典的食物連鎖と異なり、連鎖の段階は錯綜し、段階数も非常に数が多くなることが判明してきている。そのため、現在の群集生態学では食物連鎖は歴史的術語となりつつあり、食物網としての概念の方が現実的なものとして重視されてきている。

## 様々な側面
生物の栄養供給の形は、食う・食われるの形だけをとるものではない。様々な違った形があり、それらを考慮に入れると、また違った食物連鎖が考えられる。
寄生者と宿主の関係を、寄生者が宿主から栄養をとっていると見れば、寄生関係による食物連鎖が考えられる。たとえば
植物をイモムシが食べる→イモムシに寄生蜂が入り込む→寄生蜂に重寄生する寄生蜂が入り込む→重寄生の寄生蜂の体内に細菌が入る
というようなものが考えられる。この場合、寄生者は宿主より小さいのが普通なので、段階を追うごとに小さくなる。寄生食物連鎖は、通常の食物連鎖ほど段階が多くならないのが普通である。
特に地上の生態系では、植物の生産物は生きた状態では使用されず、植物遺体となって後に利用される率が非常に高い。この場合、落葉や枯木は、直接に動物に食われるのではなく、菌類や細菌の分解を受けたものが餌となっている。これをスタートに、
菌（細菌・菌類）のついた枯葉をトビムシが食べる→トビムシをダニが食べる→ダニをクモが食べる→クモを小鳥が食べる……
というようにして、通常の食物連鎖へつながってゆく。また、
菌のついた枯葉をトビムシが食う→タンパク質に富んだ菌の細胞が消化吸収され難分解性の成分が糞として排泄される→トビムシの糞にまた菌がつき繁殖する→菌がついたトビムシの糞を再びトビムシが食う……
というループ状のサイクルによって植物遺体の主成分であるセルロースやリグニンが分解されていく過程も重要である。これらを総合して腐食連鎖（デトライタス・サイクル）と呼び、生きている植物を食べることから始まる食物連鎖、即ち生食連鎖（グレイジング・サイクル）とともに食物連鎖の2大潮流を形作っている
腐食連鎖は水中生態系でも、植物遺体が大量に流れ込む干潟やマングローブ林、アマモ場などにおいて非常に重要な役割を果たしている。
食物連鎖において肉食動物の関係が複雑であれば複雑であるほど、中間捕食者や外来種の暴走を抑えることができる。

## 現状と発見
陸上の生態系と水中の生態系の間も、魚食性の鳥や魚つき林などでつながっている。海鳥の糞に由来するグアノは昔から肥料として使われてきたし、海岸の「魚つき林」に由来する有機物が沿岸部の生態系を豊かにすることが明らかになってきた。
これらは生物間のつながりと同時に、エネルギーや炭素、窒素、リンなどの物質のつながりでもある。物質やエネルギーが順に受け渡される様から"連鎖"と表現される。
その区域の生物での食物連鎖を見渡すとき、すべての生物のエネルギーは、元をたどれば光合成に依存している。そしてそれを利用するものに、光合成するもの、それを食うもの、さらにそれを食うもの、のような段階があることがわかる。これを栄養段階と呼ぶ。
生産者といくつかの段階の消費者、そして分解者という3つで構成される。

### 生産者 (producer)
植物は、太陽のエネルギーと水と二酸化炭素を利用して光合成をおこない、デンプンや糖を作る。さらに、窒素や各種ミネラルを組み合わせて、タンパク質や脂肪などを作り出す。

### 消費者（consumer)
植物（生産者）をえさにする草食動物(シマウマなど)が第一次消費者で、草食動物を食べる肉食動物(ライオンなど)が第二次消費者である。以後第三次、第四次…… となるが、第三次消費者が第一次消費者を捕食することもおこりうるし、雑食の動物もいるので、消費者間の捕食・被食の関係はとても複雑である。一般に高次の消費者ほど個体数が少ない。

### 分解者 (decomposers)
生物の死骸やフンなどは、さらにほかの動物に食べられたり、細菌、菌類などの働きによって分解されてゆく。生物を構成していた有機物は、やがて無機物と水と二酸化炭素まで分解され、ふたたび生産者に利用される日まで、自然の中を循環する。

## 生物濃縮
食物連鎖の結果、生物に蓄積しやすい物質が上位捕食者に集中していく生物濃縮という現象が生じる。魚類に多く含まれているドコサヘキサエン酸や、フグ毒・貝毒などは、いずれも微生物によって合成された物質が食物連鎖過程で濃縮されたものである。ある物質が生物を取り巻く環境により高い濃度で体内に蓄積されることを生物濃縮という。
食物連鎖による生物濃縮は、ダイオキシン類、重金属、農薬等の有害物質が問題としてとりあげられることも多い。この問題はレイチェル・カーソンが著書『沈黙の春』で取り上げたことで有名になった。汚染物質の排出源が特定・除去された後でも、土壌や湖沼の底質に蓄積されている汚染物質が食物連鎖によって濃縮されるため、暴露が長期にわたり継続する場合もある。